# Lakatos Sándor (zenész)
Lakatos Sándor  (Budapest, 1924. december 17. – Budapest, 1994. május 24.) Liszt Ferenc-díjas cigányprímás, a Népművészet mestere.

## Életpályája
Nyolcéves korától édesapja, Lakatos Flóris tanította hegedülni, 14 évesen nagybátyja Lakatos Tóni zenekarába került és tanulta a prímási mesterség fortélyait. 18 éves korában önálló zenekart alapított az akkori Britannia (ma Béke) szállodában kezdte pályafutását. 1950-ben felvételt nyert a Liszt Ferenc Zeneművészeti Főiskolára Országh Tivadarnál és Zathureczky Edénél képezte tovább magát.
1950-55 között a Magyar Rádió Népi Zenekarának vezető prímása volt, amit verseny útján nyert el. 1952-ben Párizsban hanglemez világversenyt nyert, amelyen 51 nemzet képviselője indult. Tanulmányai végeztével a főváros rangos szórakozóhelyein muzsikált: Margitszigeti Nagyszálló, Intercontinental, Royal, Astoria és Gellért Szálló (1963–64), Gundel étterem és Mátyás-pince (1965–73).
Szinte az egész világot bejárta, fellépett a legnagyobb hangversenytermekben: a moszkvai Csajkovszkij-teremben, a Sydney-i Operaházban, a New York-i Carnegie Hallban és a londoni Royal Albert Hallban. A brüsszeli magyar étteremben a belga királyi pár sokáig elidőzött a muzsikája mellett. Külföldön többnyire magyar vagy magyaros jellegű műveket játszott. Liszt Ferenc rapszódiái, Brahms magyar táncai, Hubay Jenő csárdajelenetei és népszerű magyar nóták alkották műsorának a zömét.
Feldolgozásai és szerzeményei is szép számmal szerepelnek műsoraiban. Csak zenekari számokat írt, de egyiknek sem szorgalmazta a nyomtatásban való megjelenését. Szép számmal jelentek meg hanglemezei itthon és külföldön egyaránt.

## Díjai, elismerései
- 1953 – Szocialista Kultúráért
- 1954 – Liszt Ferenc-díj
- 1954 – A Népművészet Mestere
- 1958 – Szocialista Munkáért

## Hang és kép
- Lakatos Flóris: Variációk egy népdalra
- Paganini Csárdás
- 36-ik Rácz Laci Csárdás (b-moll)
- A Magyar Rádió Népi Zenekara